# 余文
『余文』（『餘文』、よぶん）とは、中国の字書。現存しないが、『五音篇海』が引用する。陰佑という人が『集韻』にあって『玉篇』にない字を集めたものだという。
『大漢和辞典』に親字の出典として示されている。